# Jang Pu
Jang Pu (Yang Pu) (egyszerűsített kínai: 杨璞, hagyományos kínai: 楊璞, pinjin, hangsúlyjelekkel: Yáng Pú; Peking, 1978. március 30. – ) kínai válogatott labdarúgó.

## Pályafutása

### Klubcsapatokban
1998 és 2009 között a Beijing Guoan csapatában játszott, melynek tagjaként 2003-ban a kínai kupát, 2009-ben pedig a kínai bajnokságot nyerte meg. 

### A válogatottban
2001 és 2004 között 34 alkalommal játszott a kínai válogatottban. Részt vett a 2002-es világbajnokságon, ahol a Costa Rica elleni találkozón nem kapott lehetőséget. Brazília ellen csereként, Törökország ellen pedig kezdőként lépett pályára.

## Sikerei, díjai
Beijing Guoan
- Kínai bajnok (1): 2009
- Kínai kupagyőztes (1): 2003